# 赤米

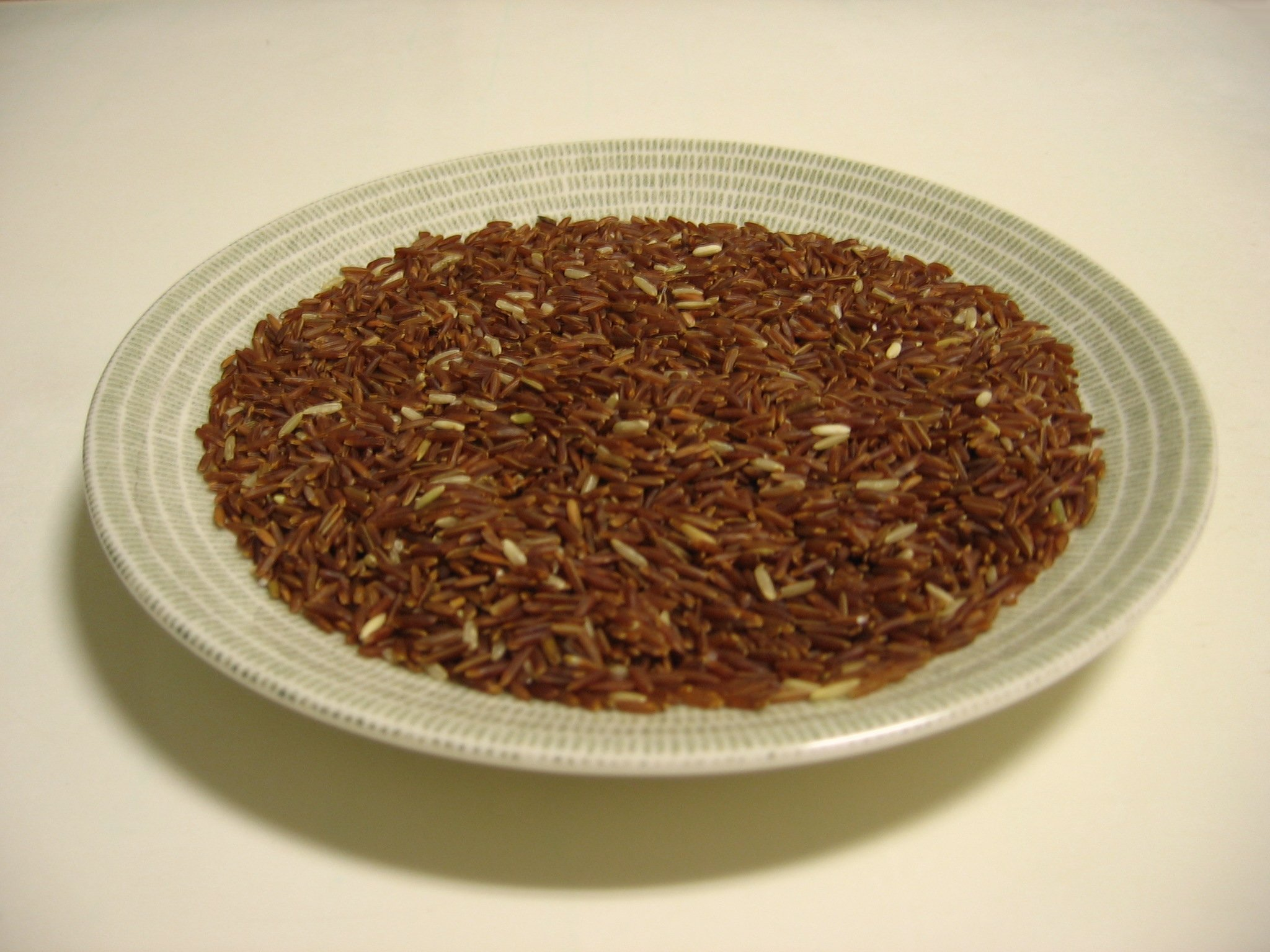
赤米

赤米（あかごめ、あかまい）は、イネの栽培品種のうち、玄米の種皮または果皮の少なくとも一方（主に種皮）にタンニン系の赤色素を含む品種を指す。
野生のイネのほとんどは赤米である。古代米イコール赤米とされることもあるが、科学的根拠はない。黒米を赤米に含める場合もある。民俗学者の柳田國男は、赤飯の起源は赤米であると主張している。

## 系統
イネには遺伝的に普通米とは異なる色を呈するものがあり有色米や色素米と呼ばれている。通常、有色米や色素米も玄米の種皮や果皮などの糠層を除去して完全に精米すると普通米と異ならない色である。
赤米は玄米外層部の種皮層に赤色系の色素が蓄積した米またはそのような性質を有するイネをいう。赤米はタンニン系の色素をもつもので、日本、中国、南アジア、東南アジア、アメリカ合衆国、イタリア、ブラジルなどにみられる。
有色米や色素米にはタンニン系の赤米のほか、アントシアニン系の黒米（紫米、紫黒米）、クロロフィル系の緑米がある。
赤米にもジャポニカ型の短粒種とインディカ型の長粒種がある。長粒種はベトナムのチャンパから11世紀に中国に伝播した。

## 性質・特徴

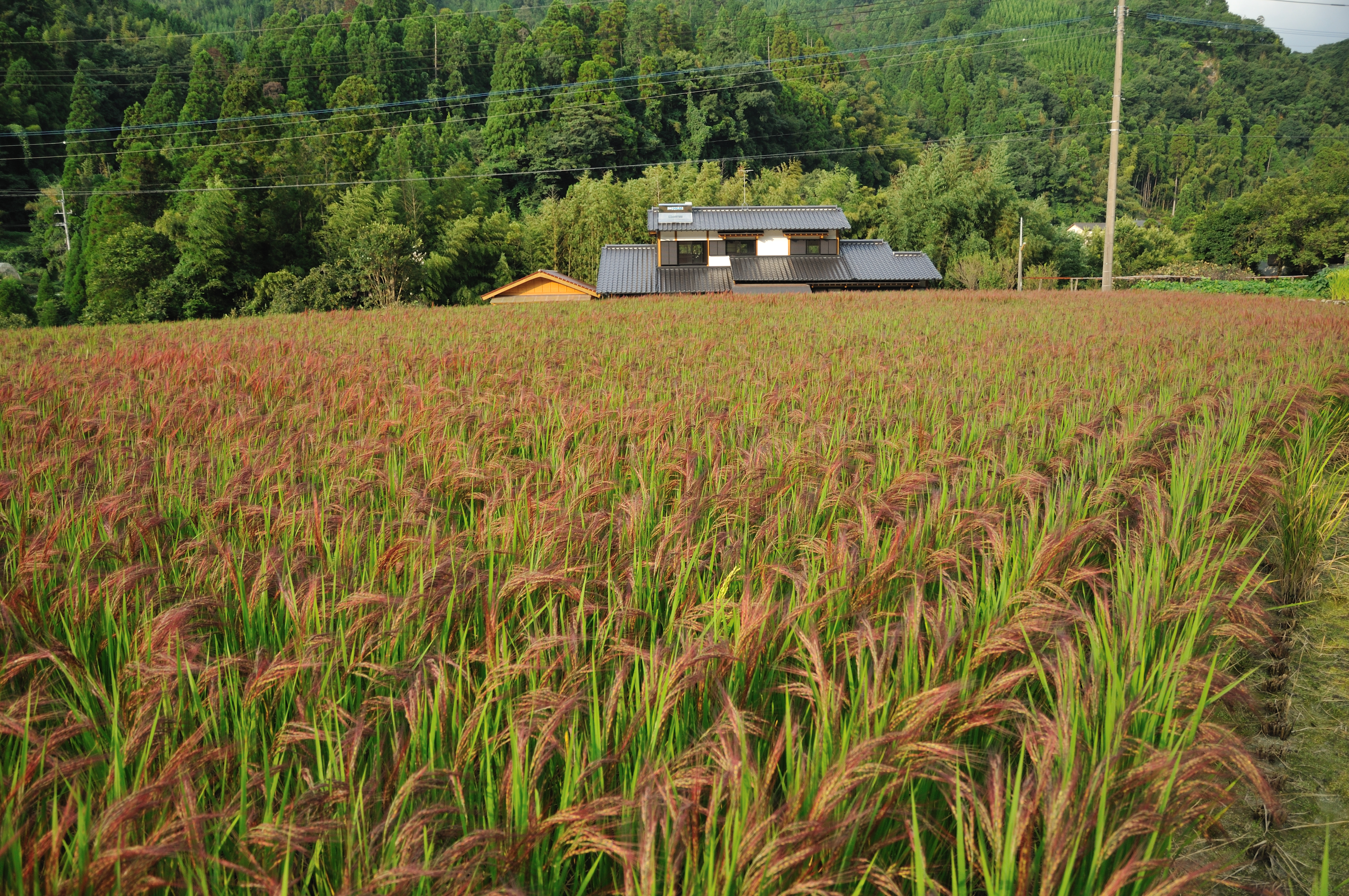
赤米を植えた田

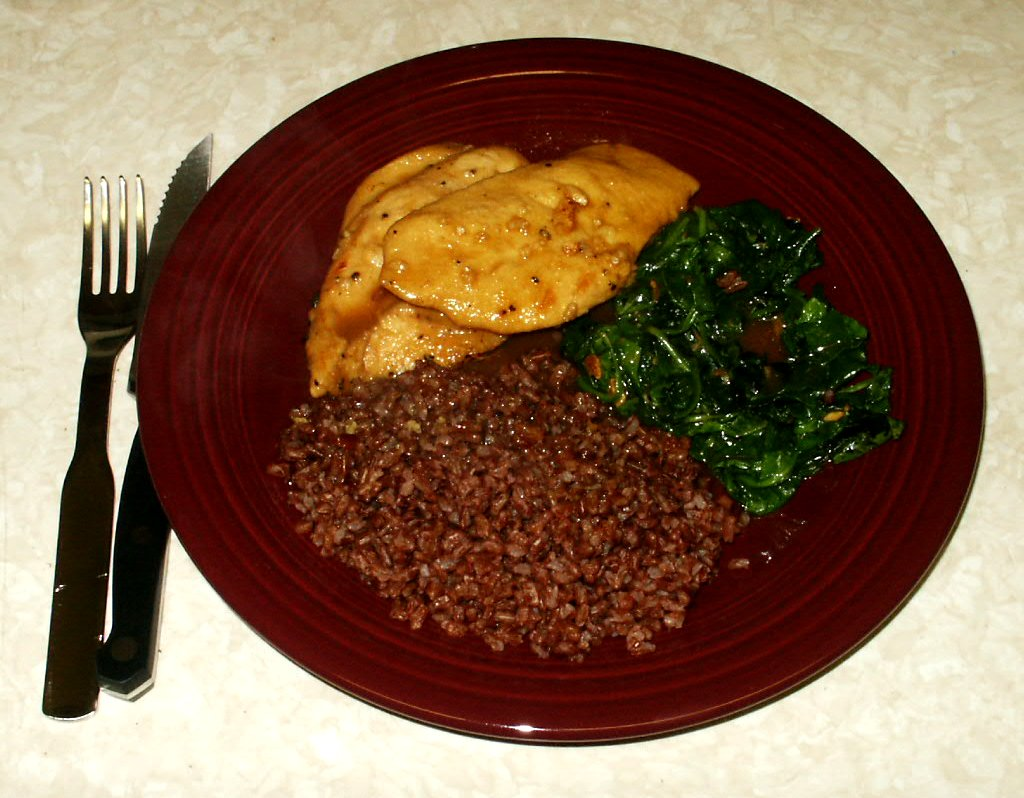
調理した赤米

赤米品種は日本全国に残存しており、その形質もさまざまであるが、一般的には吸肥力が強い、病害虫や気候の変化などの環境変化に強い、棚田などの環境不良田であっても育成が比較的容易といった特徴がある。一方、丈が長く倒れやすい、収量が少ないなどの難点も有している。
赤米は、玄米の種皮または果皮の少なくとも一方にタンニン系の赤色色素を含み、主に種皮部に含まれる。種皮部だけでなく果皮部にも色素をもつ品種もあるが、そのような品種は見た目が紫黒米に近い。タンニンを多く含む植物には血圧を低下させるなどの薬理効果があるとされ、赤米にもそのような効果が見込まれている。種皮より下にある糊粉層やデンプン層まで赤い場合もあり、これは種皮の細胞が壊れて色素が漏れるためと考えられている。色素成分のほとんどは表層10%ほどを占める糠層にあるため、完全に精米すると普通品種の白米と区別がつかないほど白くなる。そのため玄米のまま、あるいは軽く精白して食すのが一般的である。
米が赤くなるのは籾が成熟し収穫できる直前になった時点である。そのため、収穫のタイミングが早いと米の色づきが悪い。籾が成熟する前に枝梗が枯れたり根が弱ったりしても色づきが悪くなる。赤米の赤色は貯蔵中であっても濃さを増していく。その原因はタンニンがポリフェノールオキシターゼなどの作用によって酸化重合するためとされる。ちなみに芒も赤色で、出穂の様は「田んぼが火事になったようだ」と言われることもあるが、高温や乾燥によって着色が悪くなる。芒の赤色が最も美しいのは出穂後1ないし2週間とされる。
「そのままではとても食べられない」といわれるほど味に難点がある。原因としては普通品種と比べてアミロースやタンパク質が多く含まれることから粘りがないこと、色素成分であるタンニンが渋みをもつこと、赤みを残すために精白を抑えざるをえないことが考えられる。文献上でも、「殆んど下咽に堪へず。蓋し稲米の最悪の者なり」などと記述されているほどである。赤米の味は、もち米を混ぜることで改善するとされる。
赤米は雑穀米として白米や他の雑穀と共に飯にしたり、酒や菓子、麺類などに加工される。酒については、赤米をはじめとする有色米を使って着色酒を製造する方法が1980年代に日本で考案され、特許を取得している。蒸した赤米を酵素剤で糖化した後で発酵させる方法でワインの製造が試みられたこともあるが、これは十分に色が出ず失敗している。
赤米は脱粒しやすく越冬性も強いため、他の圃場に混入することがしばしばある。普通米を栽培するにあたっては、赤米などの有色米が混入すると米の検査等級が下がってしまう。そのため直播き栽培を採用する地域では歴史的に排除・駆除の対象となっている。
観光資源としても活用されており、たとえば山口県萩市（旧須佐町）では赤米の花が咲く9月中旬に花見フェスタが開催される。

## 各地の赤米

### 日本における歴史

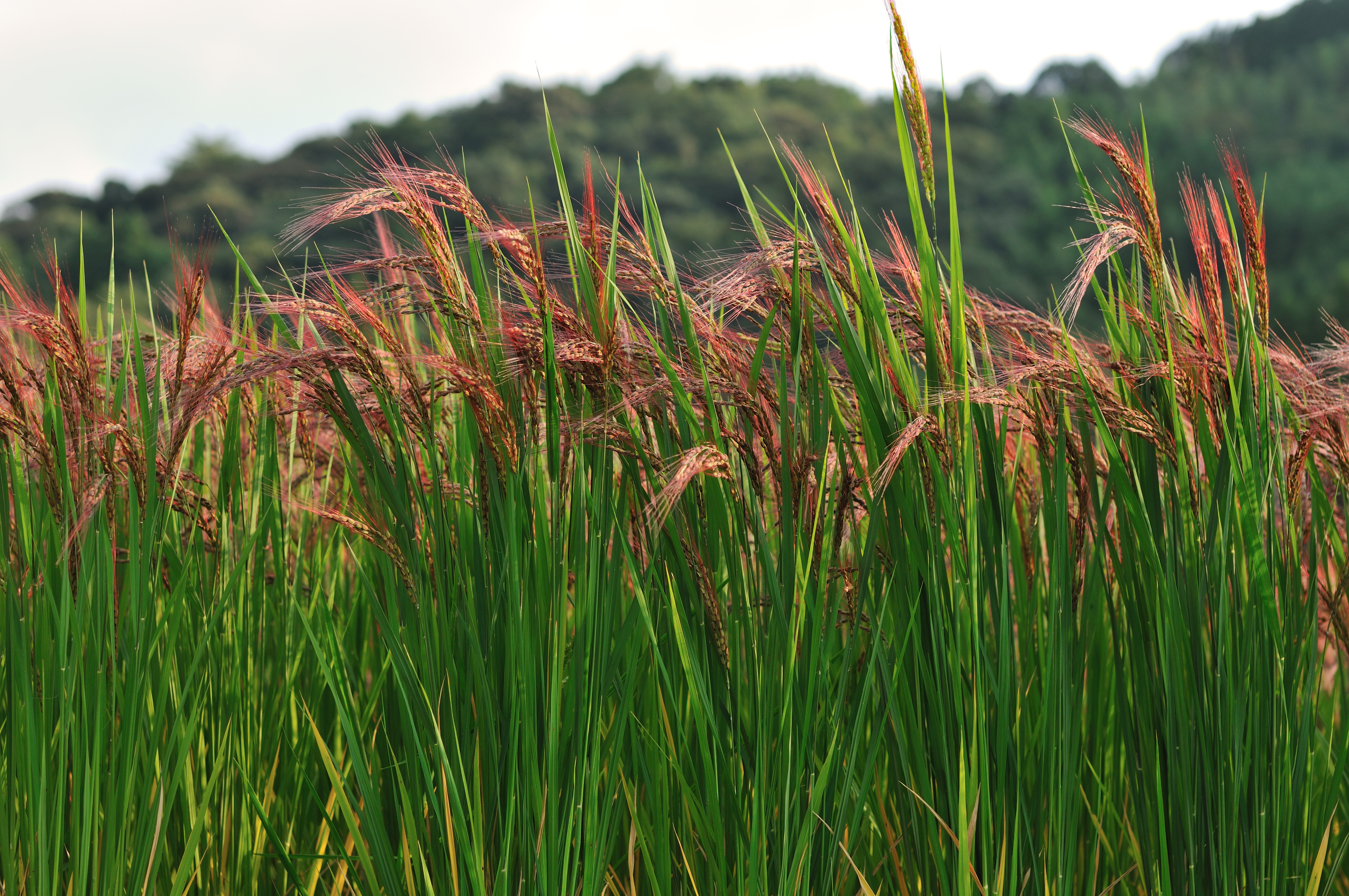
赤米の稲穂

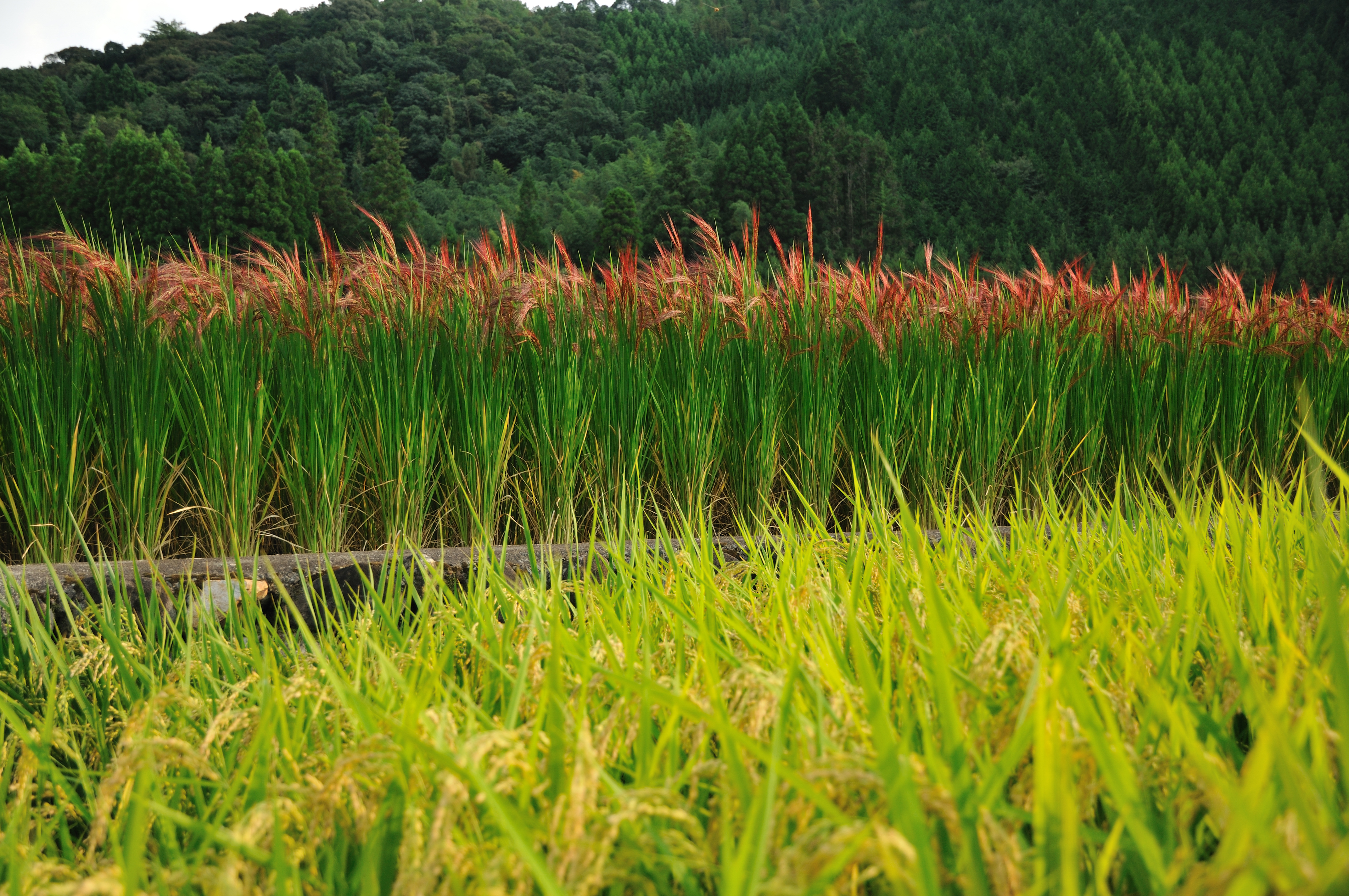
通常品種の稲（手前）との比較

紀元前に日本に伝来した際、米には白米と赤米とがあったが、赤米は白米によって次第に淘汰されていったと考えられている。伝来した赤米には、より古く伝えられた日本型と、新しく伝えられたインド型とがある。日本型は低温に強く、インド型は低温に弱いという特徴がある。
日本の赤米に関する最古の記録は、飛鳥京跡苑地遺構から出土した木簡にある赤米の納品の記述である。藤原京や平城京の遺跡からも木簡が出土しており、そこには赤米、赤搗米、赤春米といった言葉が書かれている。後者の木簡からは、7世紀末から8世紀後半にかけて赤米が丹波、丹後、但馬などから藤原京や平城京へ貢物として輸送されていたことや、酒の材料として用いられていたことなどがわかる。正倉院文書の『大倭国正税帳』『尾張国正税帳』にも地方から赤米が納められた記述がある。
11世紀後半から14世紀にかけて「大唐米」、「唐法師」、「秈」などと呼ばれるインド型の赤米が日本にもたらされた。室町時代中期の禅僧・江西龍派が杜甫の漢詩を講義した内容を聴衆が書き留めたノート『杜詩続翠抄』（建仁寺両足院蔵）では、赤米が九州で多く栽培されていると記されている。江戸時代には農書を初めとして赤米の栽培や流通に関する多くの記録が残っている。厳しい気候条件に強く、排水不良の土地でも良く育つことから、低湿地や高冷地で盛んに栽培され、新田開発にも重宝されていたと考えられる。近年の例だと、明治期に石狩平野の泥炭地を開発する際に青森から赤米品種の「赤室」が持ち込まれている。しかし赤米は基本的に下等米として記述されており、下級階層の人々の食べるものとみなされていた。中世の年貢算用状には赤米で年貢を払った記述が散見するが、領主側からすれば赤米は年貢米としての価値は低かった。また、江戸時代の藩の中には価格の安い赤米での年貢納入を禁じているところもあった。
赤米は次第に作付されなくなり、雑草化した。明治以後、赤米は圃場の米の等級を下げる下等米として全国的に撲滅が行われ、昭和末までには通常の水田で赤米が栽培されることはほぼなくなった。しかし、戦後においても、赤米が圃場に混入する事例が時折みられており、特に1960年代以降長野県で繁殖を続けている「トウコン」は駆除活動が続けられているが、いまだ根絶に至っていない。一方で平成に入ると多様な形質の米に関する消費者の興味が高まり、1989年以降進められた農林水産省によるプロジェクト研究「スーパーライス計画」により赤米も品種改良が進んだ。
赤米や黒米に「古代米」という名称を冠して「古代人が食べていた栄養豊富な米」という宣伝がなされるに至り、赤米は俄然注目を浴び、現在では各地で栽培が行われるようになり作付面積は年々増加している。「古代ロマン」と結び付けられて宣伝される例が少なくなく、吉野ヶ里町、旧須佐町のように遺跡や神話と結び付けて栽培している町のほか、旧弥栄町のように赤米に関する文献が残っていたことを売り文句に栽培している町、また南種子町のように赤米の栽培が残存していたことを売り文句として「たねがしま赤米館」なる施設まで作って宣伝している町もある。

### 旧弥栄町における赤米の復興

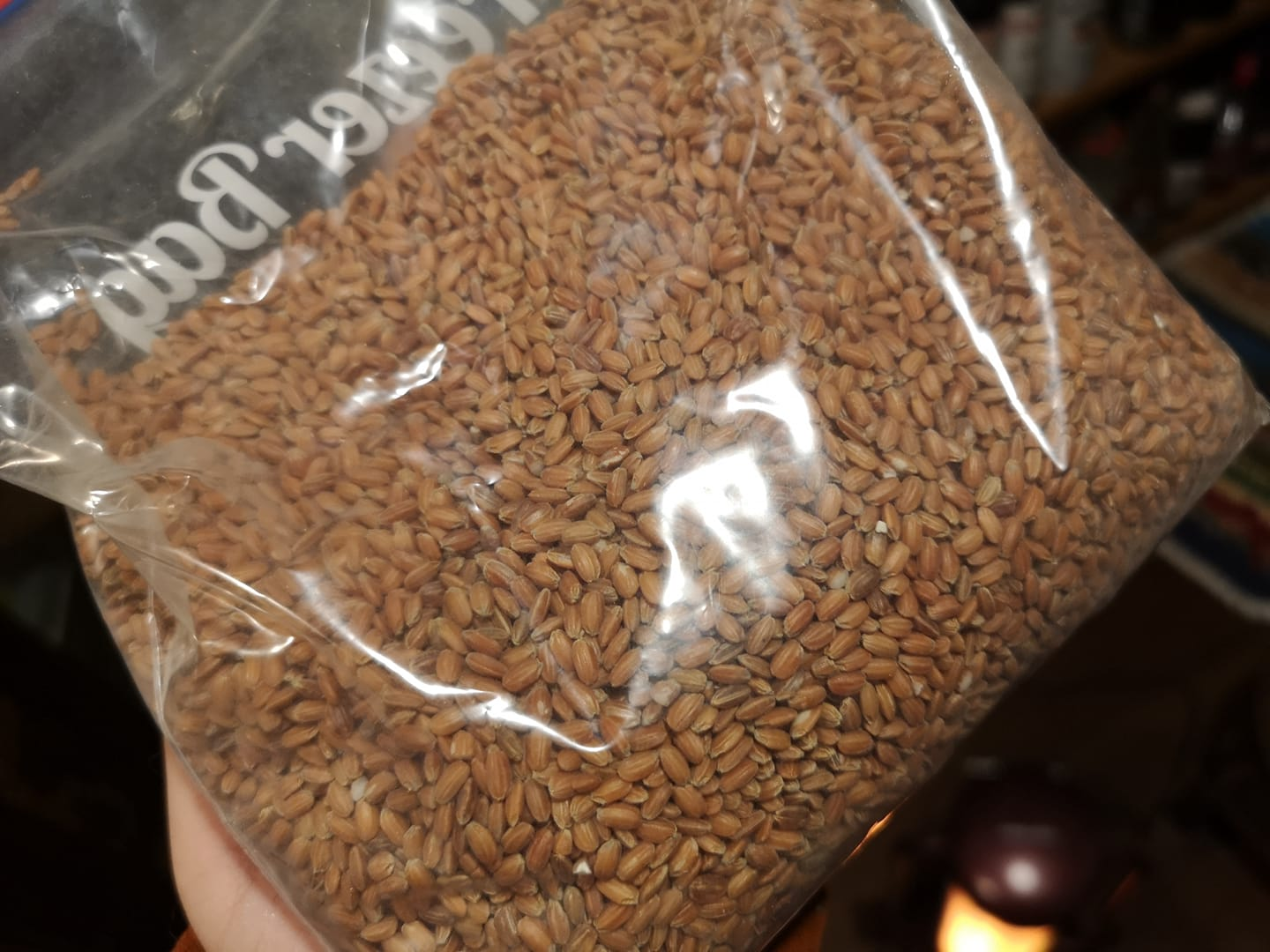
弥栄町で再興した系統の赤米

1959年（昭和34年）から進められていた国による平城京跡の発掘調査で、1965年（昭和40年）4月に平城京北東部にある造酒司の井戸の排水溝より『丹後国竹野郡芋野婇部古与曽赤舂米五斗』と書かれた木簡が発掘された。木簡には弥栄町芋野から精米をした赤米を五斗平城京へ納めたということが記されている。この木簡の複製が1975年（昭和50年）京都府立丹後郷土資料館で展示された。この展示を観覧した同町在住の郷土史家・芦田行雄が興味を持ち、赤米の栽培を復活させようと活動を始めた。1981年（昭和56年）芦田氏は岡山県総社市の国司神社で赤米を使った神事が受け継がれていることを知り、神社より赤米の種籾を分けてもらい、翌年1アールの田んぼを借り栽培を始める。その後赤米の収穫に成功し、赤米栽培についてのコラムが新聞で報道されると千葉、愛知、福井、奈良、登呂遺跡など全国各地から「種籾を分けてほしい」と連絡が来るようになり、赤米の栽培が各地に広まるきっかけとなった。また、芦田氏は赤米の普及と研究を目的とする「あかごめ学校」を主催し、2010年（平成22年）10月に奈良市東大寺で行われた光明皇后1250年遠忌法要に同団体が古代米として赤米を献上した。芦田氏の引退・死後は地元住民による芋野郷赤米保存会が設立され、赤米や黒米などの古代米を継承する活動を続けている。

### 神事における赤米
前述のように日本では明治以降、赤米が全国的な撲滅の対象となった。そうした状況の中、3つの神社で神事用に赤米が栽培され続けた。長崎県対馬市の多久頭魂神社、岡山県総社市の国司神社、鹿児島県種子島の宝満神社である。
多久頭魂神社
多久頭魂神社では、寺田と呼ばれる水田で赤米が栽培され、神事に用いられている。赤米にまつわる神事は1年間で13にも及ぶ。
国司神社
総社市新本には2箇所に国司神社（新庄国司神社・本庄国司神社）があり、それぞれが赤米を栽培している。栽培された赤米（神饌米）は岡山県の重要無形文化財に指定されている。
宝満神社
宝満神社では、御畔と呼ばれる水田で赤米が栽培され、神事に用いられている。その歴史は2000年に及ぶともされている。宝満神社で栽培されている赤米は芒が白いという特徴を持つ。日本型赤米と考えられているが、ジャポニカ米とする説もある。
恋ヶ窪熊野神社
恋ヶ窪熊野神社では、国分寺赤米会、赤米セミナーレ、国分寺時赤米プロジェクト等、市民活動により栽培された赤米が、神事に用いられている。東京都国分寺市の東恋ヶ窪で発見された野生的な赤米で、超早稲種である。国分寺赤米プロジェクトにより、国分寺市内の各神社に奉納されていた時期もある。
本町南町八幡神社
本町南町八幡神社では、秋季例大祭において国分寺あかごめ会により、祭事賞品として武蔵国分寺種赤米で作られた甘酒を納めながら、同時に境内縁日でも同会が市民と子供たちに伝える為、同市が源流である野川整備の竹の弓矢を作り、ぶんじの縄文探偵団と共に、射的にて子供向け出店がされている。また、赤米プロジェクトによる武蔵国分寺種赤米の奉納と祈祷後「赤米祭」という団体の収穫を祝う集いが社務所にて執り行われている。

## 品種

### 日本
日本における赤米の代表的品種を挙げる。在来品種は古代米としてのイメージには適しているもの、晩成、丈が長くて倒れやすい、収量が低いといった難点もある。
- 在来品種 
  - 対馬赤米 - 対馬市の多久頭魂神社の神饌米として栽培されていたもの。総社赤米よりも出穂期の芒の赤色が鮮やかとされる[54]。
  - 総社赤米 - 総社市の国司神社の神饌米として栽培されていたもの
  - 種子島赤米 - 南種子町の宝満神社の神饌米として栽培されていたもの。神社前の赤米館で見る事が出来る。
  - 武蔵国分寺種赤米 - 国分寺市の恋ヶ窪熊野神社他、市内神社の神饌米として市民活動により奉納されている。
  - 冷水 - 秋田県で栽培されていたもの。
  - 赤室・白むろ - 青森県で栽培されていたもの。
  - トウコン - 長野県で繁茂している雑草米。

- 改良品種
  - ベニロマン - 農研機構（旧九州農業試験場）が育成[55]。対馬赤米と南海97号から作り出された改良品種[53]。ウルチ種。晩成[53]。鮮やかな赤褐色[55]、または濃紫色[53]と評される芒をもち、生け花やドライフラワーにも用いられている[53]。
  - つくし赤もち - 福岡農業総合試験場が育成[56]。対馬赤米とサイワイモチをもとに作り出された改良品種[53]。モチ種[53]。九州で栽培。晩成[53]。赤褐色[56]、または濃紫色[53]と評される芒をもち、生け花やドライフラワーにも用いられている[53]。
  - 紅更紗・紅香 - トウコンベースの改良品種。北陸で栽培。
  - 紅衣 - 赤室ベースの改良品種。東北で栽培。
  - あかおにもち - 岡山県農業総合センター農業試験場で総社赤米とサイワイモチから育成された。総社赤米の地元、総社市で特産品として栽培されている。

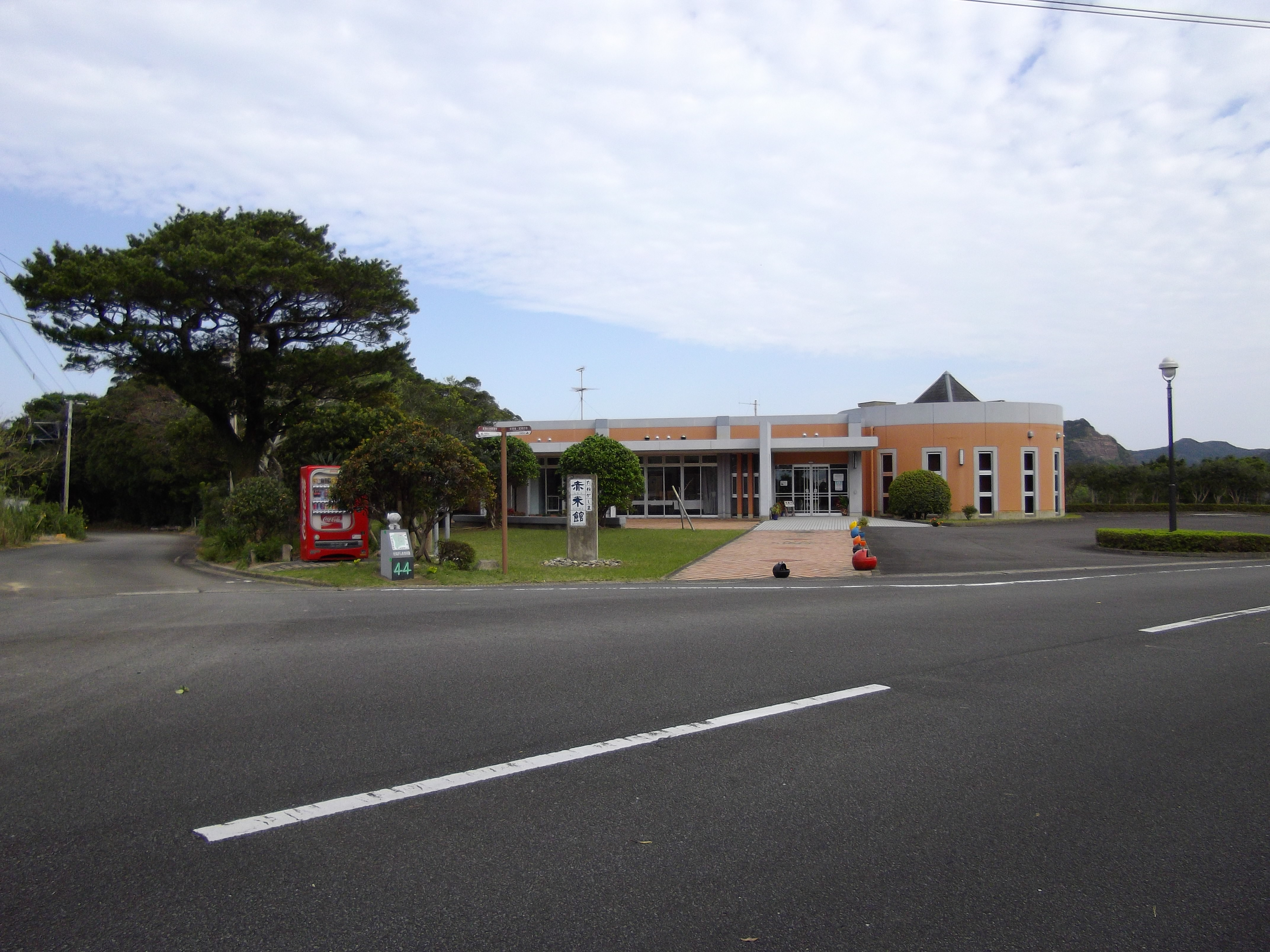
赤米館

### バングラデシュ
- カヤムクラム3（Kayamkulam-3） - バングラデシュで育成されている品種。乾燥に強い[57]。
- ヴィティラ3（Vytilla-3） - バングラデシュで育成されている品種。塩分を含んだ土壌に強い[57]。

### ブータン
- ブータン赤米